# 永靖古樹公
23°55′04″N 120°31′03″E / 23.917787°N 120.517488°E
永靖古樹公，是位於臺灣彰化縣永靖鄉福興村、永福路路中央的榕樹，被當地人視為神樹。

## 樹態
永靖古樹公位於永靖鄉福興村永福路二段380號對面。1996年報導時，據近七旬的村民胡拋回憶，原先的古樹公已有兩百年之久，但在他十多歲時枯死，約五十年前地方又在原地栽植目前的榕樹。2008年報導時此榕樹高15.2公尺、胸圍8.64公尺、樹冠面積668平方公尺。
老榕原本長在路側，因永福路過於狹窄，便往老榕南面的方向拓寬。永靖鄉公所曾想把此樹移植，但擲筊就是沒有同意。為了交通安全，在路中央的樹旁就裝上警示燈，樹上也有電燈照明。
2003年時，因介殼蟲為害，由農業局噴藥防治。
在樹旁經營雜貨店的陳清揚、陳邱瓊花夫婦自父親一輩開始照顧此樹，還會提供飲料給掃地的義工。2011年10月22日，南投林區管理處在鹿港文武廟，舉辦名為「樹與人對話」的活動，處長劉福成頒獎給陳邱瓊花，表揚她將自己土地上老樹提供作為珍貴老樹列管。

## 信仰
居民家中若有有體弱多病的小孩，在中秋節就會來此前祈求並摘下樹葉佩帶。等小孩十六歲時，父母必須再到此樹前還願。中秋節時，陳清揚會請戲班演戲給古樹公觀賞，附近居民齊聚一堂，為古樹公慶生。